# パーフェクトワールド (有賀リエの漫画)
『パーフェクトワールド』は、有賀リエによる日本の漫画作品。『Kiss』（講談社）にて、2014年5月号から2021年3月号まで連載された。単行本全12巻。
主人公の女性と、事故により身体障害者となった男性との関係を描く恋愛漫画。
2019年には第43回講談社漫画賞少女部門を受賞。2019年11月時点で単行本の累計発行部数は200万部を突破している。
メディアミックスとして、2018年に『パーフェクトワールド 君といる奇跡』のタイトルで実写映画化。2019年4月16日から6月25日までカンテレ制作・フジテレビ系でテレビドラマ化された。

## あらすじ
東京のインテリアデザイン会社に勤める川奈つぐみは、設計事務所との飲み会で、高校の同期生・鮎川樹と再会する。樹は大学生のとき事故に遭い、以来、車椅子生活を送っていた。つぐみはそのことに戸惑いつつ樹を気にかけるようになるが、そんな折、樹が褥瘡のため入院したと聞かされる。病床でコンペティション用の作業を進める樹を見たつぐみは彼の作業を手伝う。この一件を経て樹への恋心を自覚したつぐみは樹に告白し、樹も彼女の想いを受け入れる。
交際を始めた2人は、地元である長野県松本市に帰省する。つぐみは樹との交際を家族に報告するが、父親から難色を示される。また、つぐみと樹は、同じく松本に帰省していた高校の同期生・是枝洋貴と顔を合わせる。是枝は高校時代、つぐみに好意を抱いており、再会を機につぐみにアプローチするようになる。
東京に戻ったつぐみは、樹の介護ヘルパー・長沢と出会う。長沢は樹に好意を寄せており、彼女の存在に不安を抱いたつぐみは樹と会う回数を増やすが、無理がたたり、駅のホームから転落する。樹は、自分がつぐみを不幸にしていると考え、つぐみに別れ話を切り出す。そして、樹と別れたつぐみのもとに、今度は父親がガンを患ったという連絡が入る。つぐみは退職して松本に帰ることを決意する。つぐみの決意を知った是枝は彼女に告白し、2人は交際を始める。
松本に戻ったつぐみは介護の講習会に参加し、そこで高木圭吾という男性と知り合う。彼は車椅子の女性・西村楓と交際しており、彼女と暮らす家を建てるため、樹に設計を依頼していた。つぐみは圭吾から、彼らの家のインテリアデザインを担当するよう頼まれ、樹と仕事を共にすることになる。しかし、上棟式の日、松本で大きな地震が発生する。樹の身を案じたつぐみは圭吾と共に樹の家へ向かい、家に閉じ込められていた樹を救出する。
地震が落ち着いた後、つぐみは、東京で知り合った高校生・舞花に呼ばれて東京を訪れる。舞花は幼馴染の晴人と交際していたが、その後、別れていた。しかし、舞花と晴人はそのことに後悔はないと言い切り、その姿を見たつぐみは樹の住まいを訪れ、樹に「後悔がある」と告げる。

## 登場人物
※声の項はムービーコミック版でのキャスト。演の項は、映画版/ドラマ版の順。
川奈つぐみ（かわな つぐみ）
声 - 上田麗奈 / 演 - 杉咲花 / 山本美月
本作の主人公。
絵が得意で、高校卒業後、東京のインテリアデザイン会社に就職する。その後、父親が病を得たことを機に退職し、地元である長野県松本市に戻る。
高校時代、無自覚ながら樹に恋をしていたが、樹に恋人がいたので告白出来ずに卒業する。東京で再会したことを機に彼と交際する。しかし樹から別れを告げられ、その後は是枝と交際している。
鮎川樹（あゆかわ いつき）
声 - 江口拓也 / 演 - 岩田剛典 / 松坂桃李
本作のもう1人の主人公。東京の設計事務所に所属する一級建築士。大学生のときに事故で脊髄損傷の重傷を負い、以来車椅子生活を送っている。
つぐみは高校の同期生であり、高校時代は互いの将来の夢について語り合う間柄だった。また高校時代はバスケットボール部に所属しており、怪我をしてからは車いすバスケットボールに取り組んでいる。高校時代から付き合っていた女性がいたが、怪我を理由に別れている。
是枝洋貴（これえだ ひろたか）
声 - 白井悠介 / 演 - 須賀健太 / 瀬戸康史
東京でシステムエンジニアとして働く男性。つぐみや樹にとって高校の同期にあたる。
高校時代、地味キャラだから「ジミー」と呼ばれた（当時の担任の先生が名付けられた）。つぐみに好意を抱いていたが、告白できないまま高校を卒業する。その後、松本でつぐみと再会して心に火が点き、樹と破局したつぐみに告白し、恋人となる。
長沢葵（ながさわ あおい）
声 - 原由実 / 演 - 芦名星 / 中村ゆり
樹の介護ヘルパー。元はリハビリセンターに勤める看護師で、樹とは彼が怪我を負い、リハビリセンターに入院したころからの付き合いである。既婚者でありながら樹に想いを寄せており、その為つぐみに嫉妬心を抱いている。年上で専門職に就いていながら初心者であるつぐみに対して大人気無い一面を持っている。
高木圭吾（たかぎ けいご）
声 - 竹内良太 / 演 - なし / 山中崇
狩猟を得意とし、それを活かして松本のジビエ料理店で働く料理人。車椅子の女性・西村楓と交際しており、介護 の講習会を通じてつぐみとも交流を持つ。楓と暮らす家を建てるため、樹に家の設計を、つぐみに家のインテリアデザインを依頼する。強面であるが楓を一途に愛している。
西村楓（にしむら かえで）
声 - 入江麻衣子 / 演 - なし / 紺野まひる
川奈つぐみの父親と同じ病院に入院している女性。進行性の重い病気を患っており、余命いくばくもない状態だが常に明るく振る舞い、車椅子生活を送りながらも気丈に闘病を続けている。
入院している病院で、川奈つぐみの父親を通して川奈つぐみと仲良くなる。いつか圭吾と一緒に住む家を建てるという夢を、つぐみに語り、つぐみに多大な影響を与える。
普段は穏やかではあるが、高木から家の設定を頼まれ、楓の気持ちを確かめに自宅まで来た樹に対し感情をぶつける。
渡辺晴人（はると）
声 - 高梨謙吾 / 演 - なし / 松村北斗（当時ジャニーズJr./SixTONES)
東京在住の高校生。バスケットボールの強豪校でエースを務めていたが、樹と同じく事故で怪我を負い車椅子生活となる。親が自宅をバリアフリーリフォームしようとしたことがきっかけで、樹やつぐみと知り合い、車椅子バスケットボールを始める。
ドラマでは樹の仕事の後輩という設定になっておりまた車椅子では無く病気で足を切断して義足という設定になっている。
舞花（まいか）
声 - 五十嵐裕美
晴人の幼馴染。晴人を通じて樹やつぐみと知り合い、つぐみの良き相談相手となる。
小さいころから晴人に好意を抱いており、高校入学後、交際を開始する。晴人との交際がきっかけで福祉 の大学に進学することを決めるが、後に晴人と別れ、幼馴染の間柄に戻る。

## 書誌情報
- 有賀リエ 『パーフェクトワールド』 講談社〈講談社コミックスKiss〉、全12巻
  1. 2015年2月13日第1刷発行（同日発売[講 1]）、ISBN 978-4-06-340948-2
  2. 2015年8月12日第1刷発行（同日発売[講 2]）、ISBN 978-4-06-340962-8
  3. 2016年3月11日第1刷発行（同日発売[講 3]）、ISBN 978-4-06-340980-2
  4. 2016年9月13日第1刷発行（同日発売[講 4]）、ISBN 978-4-06-340995-6
  5. 2017年3月13日第1刷発行（同日発売[講 5]）、ISBN 978-4-06-398014-1
  6. 2017年9月13日第1刷発行（同日発売[講 6]）、ISBN 978-4-06-398032-5
  7. 2018年4月13日第1刷発行（同日発売[講 7]）、ISBN 978-4-06-511136-9
  8. 2018年9月13日第1刷発行（同日発売[講 8]）、ISBN 978-4-06-513184-8
  9. 2019年3月13日第1刷発行（同日発売[講 9]）、ISBN 978-4-06-514897-6
  10. 2019年11月13日第1刷発行（同日発売[講 10]）、ISBN 978-4-06-517686-3
  11. 2020年8月12日第1刷発行（同日発売[講 11]）、ISBN 978-4-06-520542-6
  12. 2021年3月12日第1刷発行（同日発売[講 12]）、ISBN 978-4-06-522785-5

## 映画
『パーフェクトワールド 君といる奇跡』（パーフェクトワールド きみといるきせき）のタイトルで実写映画化され、2018年10月5日に公開された。監督は柴山健次。岩田剛典と杉咲花のダブル主演で、杉咲にとっては映画初主演作である。原作とは異なり、つぐみは樹の高校時代の後輩という設定になっている。

### キャスト（映画）
- 鮎川樹 - 岩田剛典
- 川奈つぐみ - 杉咲花
- 是枝洋貴 - 須賀健太
- 長沢葵 - 芦名星
- 渡辺剛 - マギー
- 雪村美姫 - 大政絢
- 川奈咲子 - 伊藤かずえ
- 川奈元久 - 小市慢太郎
- 鮎川文乃 - 財前直見

### スタッフ（映画）
- 原作 - 有賀リエ『パーフェクトワールド』（講談社「Kiss」連載）
- 監督 - 柴山健次
- 脚本 - 鹿目けい子
- 音楽 - 羽毛田丈史
- 主題歌 - E-girls「Perfect World」（rhythm zone）
- 製作総指揮 - 大角正
- エグゼクティブプロデューサー - 吉田繁暁、森広貴、津嶋敬介
- プロデューサー - 古久保宏子、西麻美
- 企画・プロデュース - 井上竜太、石田麻衣
- 撮影 - 板倉陽子
- 照明 - 木村匡博
- 録音 - 田中靖志
- 美術 - 畦原唱平
- 編集 - 森下博昭
- 装飾 - 西村徹
- 衣装 - 宮本茉莉、田口慧
- ヘアメイク - 黒田はるな
- VFXスーパーバイザー - 小坂一順
- 選曲 - 長澤佑樹
- スクリプター - 松本月
- 助監督 - 土岐洋介
- 制作担当 - 森﨑太陽
- 音楽プロデューサー - 高石真美
- 宣伝プロデューサー - 清宮礼子
- ラインプロデューサー - 田中敏雄
- 配給 - 松竹、LDH PICTURES
- 制作プロダクション - ホリプロ
- 制作協力 - 松竹撮影所
- 製作 - 「パーフェクトワールド」製作委員会（松竹、LDH JAPAN、ホリプロ、木下グループ、ローソン、講談社、ポニーキャニオン、エイベックス・ピクチャーズ、エイベックス・エンタテインメント、イオンエンターテイメント）

### 関連商品
ノベライズ
- 『小説 パーフェクトワールド 君といる奇跡』原作：有賀リエ、著者：有沢ゆう希、講談社文庫、2018年8月10日発売、ISBN 978-4-06-512778-0

オフィシャルブック
- 『パーフェクトワールド 君といる奇跡 official book』講談社、2018年9月10日発売、ISBN 978-4-06-512641-7

サウンドトラック
- 『映画「パーフェクトワールド 君といる奇跡」オリジナル・サウンドトラック』羽毛田丈史、2018年10月3日発売、松竹音楽出版、SOST-1031

## テレビドラマ
松坂桃李と山本美月が出演し、2019年4月16日から6月25日までカンテレ制作・フジテレビ系の火曜夜9時枠で放送された。

### キャスト（テレビドラマ）
- 鮎川樹 - 松坂桃李(高校生時代:坂東龍汰(第1話))
- 川奈つぐみ - 山本美月(高校生時代：田鍋梨々花(第1話))
- 是枝洋貴 - 瀬戸康史(高校生時代:宮世琉弥)
- 長沢葵 - 中村ゆり
- 渡辺晴人 - 松村北斗（SixTONES）
- 川奈しおり - 岡崎紗絵[10]
- 沢田一馬 - 池岡亮介
- 三村芳正 - 高島豪志
- 渡辺剛 - 木村祐一
- 雪村美姫 - 水沢エレナ（高校時代：熊谷江里子）
- 高木楓 - 紺野まひる（第6話 - ）
- 高木圭吾 - 山中崇（第6話 - ）
- 東美千代 - とよた真帆
- 川奈咲子 - 堀内敬子（第3話 - ）
- 鮎川文乃 - 麻生祐未（第2話 - ）
- 川奈元久 - 松重豊
- 市役所職員 - 菅田将暉（最終回）※特別出演[11]

### スタッフ（テレビドラマ）
- 原作 - 有賀リエ 『パーフェクトワールド』（講談社「Kiss」連載）
- 脚本 - 中谷まゆみ
- 音楽 - 菅野祐悟
- 主題歌 - 菅田将暉 「まちがいさがし」（エピックレコードジャパン）[12]
- プロデューサー - 河西秀幸（カンテレ）
- 演出 - 三宅喜重、白木啓一郎
- 制作著作 - カンテレ

### 放送日程
| 話数                                                                        | 放送日  | サブタイトル                                | 演出       | 視聴率 |
| --------------------------------------------------------------------------- | ------- | ------------------------------------------- | ---------- | ------ |
| 第1話                                                                       | 4月16日 | 再会した初恋の人は車いすの建築士…変わる運命 | 三宅喜重   | 6.9%   |
| 第2話                                                                       | 4月23日 | きみを守れない                              | 三宅喜重   | 5.8%   |
| 第3話                                                                       | 5月07日 | あきらめた恋再び…二人をはばむ障壁           | 白木啓一郎 | 6.0%   |
| 第4話                                                                       | 5月14日 | 想うほどすれ違う…衝撃の波紋                 | 三宅喜重   | 6.5%   |
| 第5話                                                                       | 5月21日 | 幸せを願って                                | 白木啓一郎 | 6.1%   |
| 第6話                                                                       | 5月28日 | 新章突入…決意                               | 三宅喜重   | 6.3%   |
| 第7話                                                                       | 6月04日 | 巡り合う運命                                | 白木啓一郎 | 6.1%   |
| 第8話                                                                       | 6月11日 | 本当の想い･･･君に今伝えたい                 | 三宅喜重   | 6.1%   |
| 第9話                                                                       | 6月18日 | もう諦めない                                | 白木啓一郎 | 6.6%   |
| 最終話                                                                      | 6月25日 | 未来への誓い                                | 三宅喜重   | 7.1%   |
| 平均視聴率 6.4%（視聴率はビデオリサーチ調べ、関東地区・世帯・リアルタイム） |         |                                             |            |        |

- 4月30日は「FNN報道スペシャル 平成の大晦日 令和につなぐテレビ 知られざる皇室10の物語・第2部」（フジテレビ制作、20時 - 23時）放送のため、休止[15]。

### チェインストーリー
各回の放送終了直後となる21時54分（地上波放送の終了時刻が繰り下がる場合は、その時刻）からGYAO!限定で配信開始。

サブタイトル・キャスト
- 1.5話 俺、そういう遊び心好き

- 山本美月、岡崎紗絵、坂東龍汰、田鍋梨々花、宮世琉弥、熊谷江里子

- 2.5話 恋愛にルールなんてないの

- 瀬戸康史、岡崎紗絵、水沢エレナ

- 3.5話 私はお姉ちゃんとはちがうから

- 堀内敬子、岡崎紗絵

- 4.5話 ナベさんって…優しいよね

- 木村祐一、とよた真帆、池岡亮介

- 5.5話 私がいなくなったらどうする?

- 中村ゆり、木村祐一

- 6.5話 私の恋は始まりすらしない

- 岡崎紗絵、真魚

- 7.5話 2人に足りないのはきっかけ

- 木村祐一、池岡亮介、とよた真帆、岡崎紗絵、真魚

- 8.5話 お父さんと結婚した決め手って何だったの?

- 山本美月、堀内敬子

- 9.5話 諦めないよ

- 松坂桃李、山本美月

スタッフ
- 原作 - 有賀リエ 『パーフェクトワールド』（講談社「Kiss」連載）
- 脚本 - 内平未央
- 音楽 - 菅野祐悟
- 主題歌 - 菅田将暉 「まちがいさがし」
- 特別協力 - GYAO!
- プロデューサー - 河西秀幸、佐藤貴亮、大城哲也
- 演出 - 濵弘大
- 制作協力 - ジニアス
- 制作著作 - カンテレ

| カンテレ制作・フジテレビ系 火曜21時枠 | カンテレ制作・フジテレビ系 火曜21時枠            | カンテレ制作・フジテレビ系 火曜21時枠 |
| 前番組                                | 番組名                                           | 次番組                                |
| ------------------------------------- | ------------------------------------------------ | ------------------------------------- |
| 後妻業 （2019年1月22日 - 3月19日）    | パーフェクトワールド （2019年4月16日 - 6月25日） | TWO WEEKS （2019年7月16日 - 9月17日） |

## ムービーコミック
2018年9月25日からdTVで配信開始された。主題歌は、E-girlsの「Perfect World」（rhythm zone）。

### キャスト（ムービーコミック）
- 鮎川樹 - 江口拓也
- 川奈つぐみ - 上田麗奈
- 是枝洋貴 - 白井悠介
- 長沢葵 - 原由実
- 高木圭吾 - 竹内良太
- 西村楓 - 入江麻衣子
- 晴人 - 高梨謙吾
- 舞花 - 五十嵐裕美

### 講談社コミックプラス
以下の出典は『講談社コミックプラス』（講談社）内のページ。書誌情報の発売日の出典としている。
1. ↑  “パーフェクトワールド/1｜有賀 リエ｜KC Kiss｜講談社コミックプラス”.   講談社. 2016年7月3日閲覧。
2. ↑  “パーフェクトワールド/2｜有賀 リエ｜KC Kiss｜講談社コミックプラス”.   講談社. 2016年7月3日閲覧。
3. ↑  “パーフェクトワールド/3｜有賀 リエ｜KC Kiss｜講談社コミックプラス”.   講談社. 2016年7月3日閲覧。
4. ↑  “パーフェクトワールド/4｜有賀 リエ｜KC Kiss｜講談社コミックプラス”.   講談社. 2016年9月13日閲覧。
5. ↑  “パーフェクトワールド/5｜有賀 リエ｜KC Kiss｜講談社コミックプラス”.   講談社. 2017年3月19日閲覧。
6. ↑  “パーフェクトワールド/6｜有賀 リエ｜KC Kiss｜講談社コミックプラス”.   講談社. 2017年9月14日閲覧。
7. ↑  “パーフェクトワールド/7｜有賀 リエ｜KC Kiss｜講談社コミックプラス”.   講談社. 2018年6月8日閲覧。
8. ↑  “パーフェクトワールド/8｜有賀 リエ｜KC Kiss｜講談社コミックプラス”.   講談社. 2018年9月14日閲覧。
9. ↑  “パーフェクトワールド/9｜有賀 リエ｜KC Kiss｜講談社コミックプラス”.   講談社. 2019年3月13日閲覧。
10. ↑  “パーフェクトワールド/10｜有賀 リエ｜KC Kiss｜講談社コミックプラス”.   講談社. 2019年11月14日閲覧。
11. ↑  “パーフェクトワールド/11｜有賀 リエ｜KC Kiss｜講談社コミックプラス”.   講談社. 2020年8月12日閲覧。
12. ↑  “パーフェクトワールド/12｜有賀 リエ｜KC Kiss｜講談社コミックプラス”.   講談社. 2021年3月12日閲覧。
13. ↑  “小説 パーフェクトワールド 君といる奇跡｜有沢 ゆう希｜講談社文庫｜講談社BOOK倶楽部”.   講談社. 2018年9月1日閲覧。
14. ↑  “パーフェクトワールド 君といる奇跡 official book｜編集:講談社｜講談社｜講談社BOOK倶楽部”.   講談社. 2018年9月10日閲覧。